# Scorched Earth
Scorched Earth és un videojoc d'artilleria publicat en format shareware l'any 1991, per a computadores MS-DOS. Va ser escrit originalment per Wendell Hicken, amb Borland C++ i Turbo Assembler. Cada jugador controla un tanc i disputa una partida per torns en un terreny bidimensional. Ha d'ajustar l'angle i la potència de tir i té l'opció de fer servir diferent tipus de munició.

## Joc
Va ser un dels molts videojocs d'artilleria per torns publicats des de finals dels anys setanta, però per la seva completesa i complexitat, es considera l'arquetip modern del seu format. El títol té una gran varietat de variables que augmenten la dificultat de la partida. Cada escenari es genera de zero, amb un perfil de terreny nou i una afectació diferent de la gravetat i el vent. Els jugadors —fins a 10— poden ser humans (en modalitat hotseat) o controlats per l'ordinador. Hi ha una àmplia gamma de munició, des dels clàssics míssils a napalm i armes nuclears, que causen varietat de danys als enemics i al camp de batalla.
La versió més antiga és la 1.0b, llançada el 1991. Les versions posteriors van fins a la 1.5, editada el 1995.

## Recepció
Computer Gaming World l'any 1993 va dir-ne que es tractava «del joc d'artilleria més configurable que he trobat (...), el més jugable i addictiu», amb gràfics SVGA «prou bons». La revista va concloure que el joc era «una ganga pel seu modest» preu de 10 dòlars. L'any 2008, Mark JP Wolf va dir en el seu llibre The Video Game Explosion que aquest és «probablement un dels jocs shareware per a PC més estimats» i un «popular joc multijugador hotseat».
Nombrosos jocs d'artilleria que es van inspirar en Scorched Earth inclouen Atomic Tanks, Charred Dirt, Nasty Armoured Tanks of War, xscorch, Blast Doors i Scorched 3D.